# Културна антропология
Културна антропология e клон на антропологията, който се фокусира върху изучаването на културните вариации сред хората, събирайки данни например за влиянието на глобалните икономически и политически процеси върху местните културни реалности.
Антрополозите използват различни методи, включително наблюдението като участник, интервюта и изследвания. Техните проучвания често биват наричани полева работа, тъй като включват прекарване на продължителни периоди от време от страна на антрополозите на местата за проучване .

## Начало
Едно от първите назовавания на термина „култура“ в неговото антропологично значение идва от Сър Едуард Тайлър, който пише на първата страница от неговата книга от 1897 г.: „Култура или цивилизация, взето в тяхното широко, етнографско значение, е тази комплексна цялост, която включва знание, вярвания, изкуство, морал, закони, обичаи и други способности и навици, придобити от човека като член на обществото.“ 